# Antônio Agostinho Marochi
Dom Antônio Agostinho Marochi (Campo Largo, 28 de agosto de 1925 — Presidente Prudente, 28 de janeiro de 2018) foi um bispo católico brasileiro da Diocese de Presidente Prudente.

## Biografia
Nasceu na colônia italiana denominada Antônio Rebouças, no município de Campo Largo, Paraná, filho de Judith Viesser Marochi e de Francisco Marochi. Em 1939, aos treze anos de idade, ingressou no Seminário São José, em Curitiba, onde completou seus estudos de Ensino Fundamental e Ensino Médio. Em 1947, foi concluir seus estudos superiores de Filosofia em São Leopoldo, no Rio Grande do Sul e, posteriormente, em São Paulo, no Seminário Central do Ipiranga concluiu os estudos de Teologia.
Sua ordenação se deu em 6 de dezembro de 1953, na Catedral Metropolitana de Curitiba, pelas mãos do arcebispo Dom Manuel da Silveira d'Elboux. Outros dois colegas de turma também se tornaram bispos: Dom Pedro Fedalto e Dom Albano Cavallin.
Em Curitiba, foi pároco da paróquia Nossa Senhora de Fátima, diretor das obras das Vocações Sacerdotais, membro do Conselho de Presbíteros, professor no Colégio Sion, vigário professor do Colégio Militar de Curitiba, diretor de diversas obras sociais, coordenador pastoral, coordenador do clero, presidente da Associação Nossa Senhora de Fátima.

### Episcopado
Em 27 de setembro de 1973, o papa Paulo VI designou Antônio bispo-auxiliar da Arquidiocese de Londrina. Sua ordenação episcopal ocorreu no vigésimo aniversário de sacerdócio, 6 de dezembro seguinte, preconizado bispo titular de Tabarca. Foram sagrantes seus colegas seminaristas, Dom Fedalto e Dom Cavallin, então arcebispo e bispo-auxiliar da Arquidiocese de Curitiba, além de Dom Geraldo Fernandes Bijos, claretiano, arcebispo de Londrina. Desempenhou o serviço de vigário geral da arquidiocese.
Em 2 de fevereiro de 1976, foi nomeado bispo diocesano de Presidente Prudente, tomando posse aos 2 de abril seguinte. Seu mandato episcopal, que durou quase 26 anos, foi o mais longo entre todos, até os dias atuais, se tornando bispo emérito em 7 de abril de 2002, diocese na qual seguiu como titular até sua renúncia por idade, em 2002.[carece de fontes?]

### Falecimento
Faleceu na manhã de domingo, 28 de janeiro de 2018, às 10h07, aos 92 anos. Seu funeral ocorreu na Catedral de São Sebastião, sendo sepultado no dia 29 de janeiro de 2018.